# Коротецкий, Игорь Александрович
И́горь Алекса́ндрович Короте́цкий (укр. Ігор Олександрович Коротецький; 13 сентября 1987, Харьков, Украинская ССР, СССР) — украинский футболист, защитник. Выступал за молодёжную сборную Украины до 21 года.

## Биография

### Клубная карьера
Воспитанник харьковского футбола. В тринадцать лет попал в детскую академию донецкого «Шахтера». В детско-юношеской футбольной лиге Украины выступал за: ДЮСШ-13 (Харьков) и «Шахтёр» (Донецк). В 2004 году был переведён в «Шахтёр-2». 27 ноября 2005 года дебютировал в Высшей лиге в матче «Днепр» — «Шахтёр» (2:2).
В 2006 году был отдан в аренду криворожскому «Кривбассу». В 2008 году выступал на правах аренды в луганской «Заре». В феврале 2009 года был отдан в аренду мариупольскому «Ильичёвцу», до конца сезона. До этого побывал на просмотре в одесском «Черноморце», но команде не подошёл. 19 июня 2009 года перешёл на правах аренды в донецкий «Металлург», получил 3-й номер. В команде дебютировал 19 июля 2009 года в матче против днепропетровского «Днепра» (0:0).
В начале 2013 года подписал контракт с запорожским «Металлургом». В конце 2014 года у Сахневича истёк срок контракта с клубом и он его покинул в статусе свободного агента.
В феврале 2015 года перешёл в «Говерлу». В апреле досрочно прекратил сотрудничество с ужгородским клубом.
В июле 2015 года перешёл в туркменский «Ахал». Контракт рассчитан на 1 год. Дебютировал в Чемпионате Туркменистана 16 августа 2015 года в матче против «Алтын Асыра», отметился голом.
В марте 2016 года на правах свободного агента перешёл в харьковский «Гелиос», но в конце того же года покинул команду.
В начале февраля 2017 года заключил контракт с азербайджанским «Кяпазом».

### Карьера в сборной
Выступал за юношеские сборные Украины до 17 и до 19 лет, а также за молодёжную сборную до 21 года. Провёл 5 матчей в качестве капитана. 27 марта 2007 года в товарищеском матче против сборной Болгарии (2:1), получил травму. 30 марта 2007 года он был прооперирован, врачи поставили следующий диагноз: перелом малоберцовой кости, разрыв боковой внутренней связки голени и подвывих голеностопного сустава.

## Личная жизнь
Его отца в шестнадцать лет приглашали в московское ЦСКА, но его родители не отпустили. Также Игорь имеет старшего брата. Супруга Елена, воспитывают двоих дочерей — Елизавету и Екатерину.

## Статистика
| Сезон   | Клуб               | Лига                | Чемпионат | Чемпионат | Кубок | Кубок | Дубль | Дубль | Еврокубки | Еврокубки |
| Сезон   | Клуб               | Лига                | Игры      | Голы      | Игры  | Голы  | Игры  | Голы  | Игры      | Голы      |
| ------- | ------------------ | ------------------- | --------- | --------- | ----- | ----- | ----- | ----- | --------- | --------- |
| 2004/05 | Шахтёр-2           | Первая лига Украины | 28        | 0         | —     | —     | —     | —     | —         | —         |
| 2004/05 | Шахтёр (Донецк)    | Высшая лига Украины | 0         | 0         | 0     | 0     | 2     | 0     | 0         | 0         |
| 2005/06 | Шахтёр-2           | Первая лига Украины | 19        | 1         | —     | —     | —     | —     | —         | —         |
| 2005/06 | Шахтёр (Донецк)    | Высшая лига Украины | 1         | 0         | 0     | 0     | 5     | 0     | 0         | 0         |
| 2006/07 | Кривбасс           | Высшая лига Украины | 13        | 0         | 2     | 0     | 0     | 0     | —         | —         |
| 2006/07 | Шахтёр (Донецк)    | Высшая лига Украины | 0         | 0         | 0     | 0     | 2     | 0     | 0         | 0         |
| 2007/08 | Заря (Луганск)     | Высшая лига Украины | 8         | 0         | 0     | 0     | 0     | 0     | —         | —         |
| 2008/09 | Заря (Луганск)     | Высшая лига Украины | 9         | 0         | 1     | 0     | 1     | 0     | —         | —         |
| 2008/09 | Ильичёвец          | Высшая лига Украины | 9         | 0         | 0     | 0     | 0     | 0     | —         | —         |
| 2009/10 | Металлург (Донецк) | Высшая лига Украины | 9         | 0         | 1     | 0     | 0     | 0     | 6         | 0         |